# Dick Swidde
Dick Swidde (Purmerend, 16 augustus 1906 – Amsterdam, 29 juli 1988) was een Nederlands acteur, die zijn grootste bekendheid ontleende aan zijn rol van Buurman Boordevol, ook wel de "Boze Buurman" genoemd, in de tv-serie Ja zuster, nee zuster (1966-1968) van Annie M.G. Schmidt.
Swidde, zoon van een Purmerendse haardensmid, begon zijn toneelcarrière bij de plaatselijke operettevereniging. In de dertiger jaren kreeg hij als volontair kleine rolletjes bij het gezelschap van Cor Ruys, met wie hij naderhand ook nog gewerkt heeft. Na verbintenissen bij andere gezelschappen, zoals het Centraal Toneel, werd hem in 1950 een vast contract aangeboden bij de Nederlandse Comedie waaraan hij tot aan de opheffing in 1971 verbonden is gebleven. Swidde gold als een goede tweede plansacteur, die van kleine rollen iets bijzonders wist te maken.
Hij schreef ook cabaretteksten, onder meer voor Wim Sonneveld.

## Filmografie
- Martijn en de magiër - klant (1979)
- Pipo en het grachtengeheim - Prof. Pietzie Kato (1975)
- Oorlogswinter - Butler Hendrik  (1975)
- Swiebertje - Ferdinant van der Grijp (1973)
- Ja zuster, nee zuster - Boze Buurman Boordevol (1966 - 1968)
- Dorp aan de rivier - Nooteboom (1958)
- Lentelied - Bobby Beverig (1936)